# 238
238. је била проста година.

## Догађаји
- Година шест царева
- 12. април — Гордијан II је поражен и убијен у бици код Картагине од нумидијске војске одане Максимину Трачанину.
- 22. април — Римски сенат, користећи као изговор крваве цареве проскрипције, доноси указ којим је Максимин проглашен непријатељом народа, а два његова члана Пупијен и Балбин постају кандидати за царски престо.
- Максимнин са својом војском напушта Дунав како би заузео побуњени Рим. Стигавши до Аквилеје, град који се придружио побуњеницима, ставља га под опсаду, али његова војска је већ тада ослабљена глађу и болестима. Против Максимина се окрећу војници Друге партске легије и убијају га у шатору заједно са сином Максимином (кога је био именовао ко-царом). Њиховим телима су одрезане главе и касније су однесене у Рим.
- Преторијанска гарда на јуриш заузима царску палату и заробљава цареве Пупијена и Балбина. Скидају их голе и вуку по улицама Рима, након чега их погубе. На исти дан је за новог цара проглашен 13-годишњи Гордијан III, а Тимеситеј постаје његов тутор и саветник.

## Смрти
- 12. април — Гордијан I, римски цар (р. 159)
  - Гордијан II, римски цар (р. 192)
- 29. јул — Пупијен и Балбин, римски цареви
- Максимин Трачанин, римски цар (р. 173)